# Двигун із зустрічним рухом поршнів
Двигун із зустрічним рухом поршнів (рядний двигун) — це двотактний або чотиритактний дизельний двигун у якому поршні рухаються назустріч один одному. Двигун має два сполучені колінчасті вали, один з яких впускний (зі сторони впускного вікна), а другий випускний (зі сторони випускного вікна). Двигун є гібридом між дизельним, тому що використовує дизельне паливо і дизельну систему впорскування пального, та бензиновим двотактним двигуном, оскільки має систему впуску та випуску. Колінчасті вали механічно синхронізовані, при цьому випускний вал обертається з випередженням відносно впускного на 15-22°, потужність відбирається або з одного з них, або з обох (наприклад, при урухомленні двох гребних гвинтів або двох фрикціонів).
Такі двигуни використовують в авіації, танкобудуванні та суднобудівництві.